# صرمه السفلى (جبلة)

تعديل مصدري - تعديل

صرمه السفلى محلة تابعة لقرية صرمة، التابعة لعزلة جبل رعوين بمديرية جبلة إحدى مديريات محافظة إب في الجمهورية اليمنية، بلغ تعداد سكانها 96 حسب تعداد اليمن لعام 2004.